# Античные памятники Украины (серия монет)
Античные памятники Украины (укр. Античні пам`ятки України) — серия памятных монет, выпущенная Национальным банком Украины в 2009—2010 годах.
Серия состоит из двух золотых монет номиналом в 100 гривен. Монеты серии не имеют единого оформления аверса и реверса.
О начале выпуска серии и выпуске монеты «Херсонес Таврический» было объявлено письмом НБУ от 8 мая 2009 года. О выпуске второй монеты серии («Боспорское царство») было объявлено письмом от 23 июля 2010.

## Монеты
| Аверс | Реверс | Описание | Примечание |
| ----- | ------ | --- | --- |
|       |        | На аверсе: малый государственный герб Украины, логотип Монетного двора НБУ, фрагмент древнего сооружения, сигнальный колокол, на фоне меандрового орнамента — античные монеты Херсонеса и светильник, надписи «НАЦІОНАЛЬНИЙ БАНК УКРАЇНИ 100 ГРИВЕНЬ 2009», обозначение металла и его проба — Au 900, вес чистого золота — 31,1. На реверсе: развалины базилики, за ними — Владимирский собор, вверху — надпись «ХЕРСОНЕС ТАВРІЙСЬКИЙ».  | - Название монеты: Херсонес Таврический - Номинал: 100 гривен - Металл: золото 900 - Масса чистого золота: 31,1 г - Диаметр: 32 мм - Качество: пруф - Гурт: секторальные рифления - Тираж: 3 000 - Художник: Владимир Демьяненко - Скульптор: Владимир Демьяненко - Дата выпуска в обращение: 28 июля 2009 - Отпускная цена НБУ: 24 911 гривен                                                       |
|       |        | | |
|       |        | На аверсе: малый государственный герб Украины, логотип Монетного двора НБУ, фрагмент руин Пантикапея на фоне реконструкции города, справа и слева — сфинксы, надписи «НАЦІОНАЛЬНИЙ БАНК УКРАЇНИ 100 ГРИВЕНЬ 2010». На реверсе: парусник, дельфины, декоративные меандровые ленты, символизирующие волны, с обеих сторон — стилизованные постройки античного города, вверху — золотая монета статер, под ей надпись «БОСПОРСЬКЕ ЦАРСТВО». | - Название монеты: Боспорское царство - Номинал: 100 гривен - Металл: золото 900 - Масса чистого золота: 31,1 г - Диаметр: 32 мм - Качество: пруф - Гурт: гладкий с углубленной надписью - Тираж: 3 000 - Художник: Владимир Таран, Александр Харук, Сергей Харук - Скульптор: Владимир Демьяненко, Анатолий Демьяненко - Дата выпуска в обращение: 28 июля 2010 - Отпускная цена НБУ: 24 911 гривен |
|       |        | | |